# Bossa do Samba
Referência deste artigo
O Grupo Bossa do Samba é um grupo de samba do Rio de Janeiro.
Bossa do Samba: Uma Nova Geração Revitalizando a Tradição do Samba Carioca

O grupo carioca Bossa do Samba, um dos expoentes da nova geração de músicos que reverenciam e renovam o samba, encanta o público do Rio de Janeiro com sua energia vibrante e arranjos inovadores. Formado há seis anos, o grupo se destaca pela paixão com que aborda a tradição do samba e por suas apresentações empolgantes em espaços icônicos da cidade, como o Rio Scenarium, na Lapa, onde brilha como parte do show principal. Desde abril de 2007, a banda se tornou uma atração fixa na casa de shows Bossa Nossa, na Barra, onde leva as noites de sábado a outro nível, apresentando ao público um repertório cuidadosamente selecionado que mistura o melhor do samba clássico e da bossa nova.
A alma do Bossa do Samba está na voz marcante de Nininho e Isaías Costa, que interpretam clássicos de ícones como Cartola, Candeia, Zé Kéti e Chico Buarque, dando nova vida às melodias que compõem a essência cultural do Rio. Eles não apenas interpretam, mas também reinventam, explorando novas nuances e ritmos em suas interpretações de canções de Vinícius de Moraes e Tom Jobim, que trazem influências de bossa e choro à mistura. Em um espetáculo de versatilidade, o grupo incorpora ao repertório versões ousadas de músicas de Sandra de Sá e O Rappa, com um toque de soul, funk e balanço. Mesmo ao adotar esses ritmos, o grupo não perde a essência do samba, mantendo-se fiel à alma do gênero enquanto amplia suas fronteiras.
O público, sempre convidado a dançar e participar, vibra com os sambas-enredo do carnaval carioca, uma das partes mais celebradas do show. O talento de Isaías Costa brilha no violão de sete cordas e nas harmonias vocais, enquanto Carlos Rufino (percussão), Dudú Lima (bateria) e Luizão Lima (baixo) formam a espinha dorsal da banda, trazendo uma batida impecável que pulsa como o coração do samba. É impossível resistir ao convite do Bossa do Samba para embarcar em uma jornada pelo melhor da música brasileira, ao som dos grandes mestres e de composições que ecoam na alma e na história do samba.

Para quem busca uma experiência autêntica e cativante, o Bossa do Samba é mais que um grupo de músicos: é uma celebração viva da cultura carioca e uma prova de que o samba continua a encantar e evoluir, sem perder sua essência. Venha conferir de perto e deixe-se levar por essa viagem musical inigualável!